# Carmine Degennaro
Carmine Degennaro (Bari, 26 dicembre 1959) è un politico italiano.

## Biografia
Esponente dei Cristiani Democratici Uniti, alle elezioni politiche del 2001 è candidato alla Camera dei deputati nel collegio uninominale di Triggiano per la Casa delle Libertà, ottiene il 40,7% dei consensi e viene eletto. A Montecitorio è membro delle Commissioni Finanze e Lavoro pubblico e privato. Nel 2002 confluisce nell'UDC. Conclude il proprio mandato parlamentare nel 2006.